# Valentin Markser

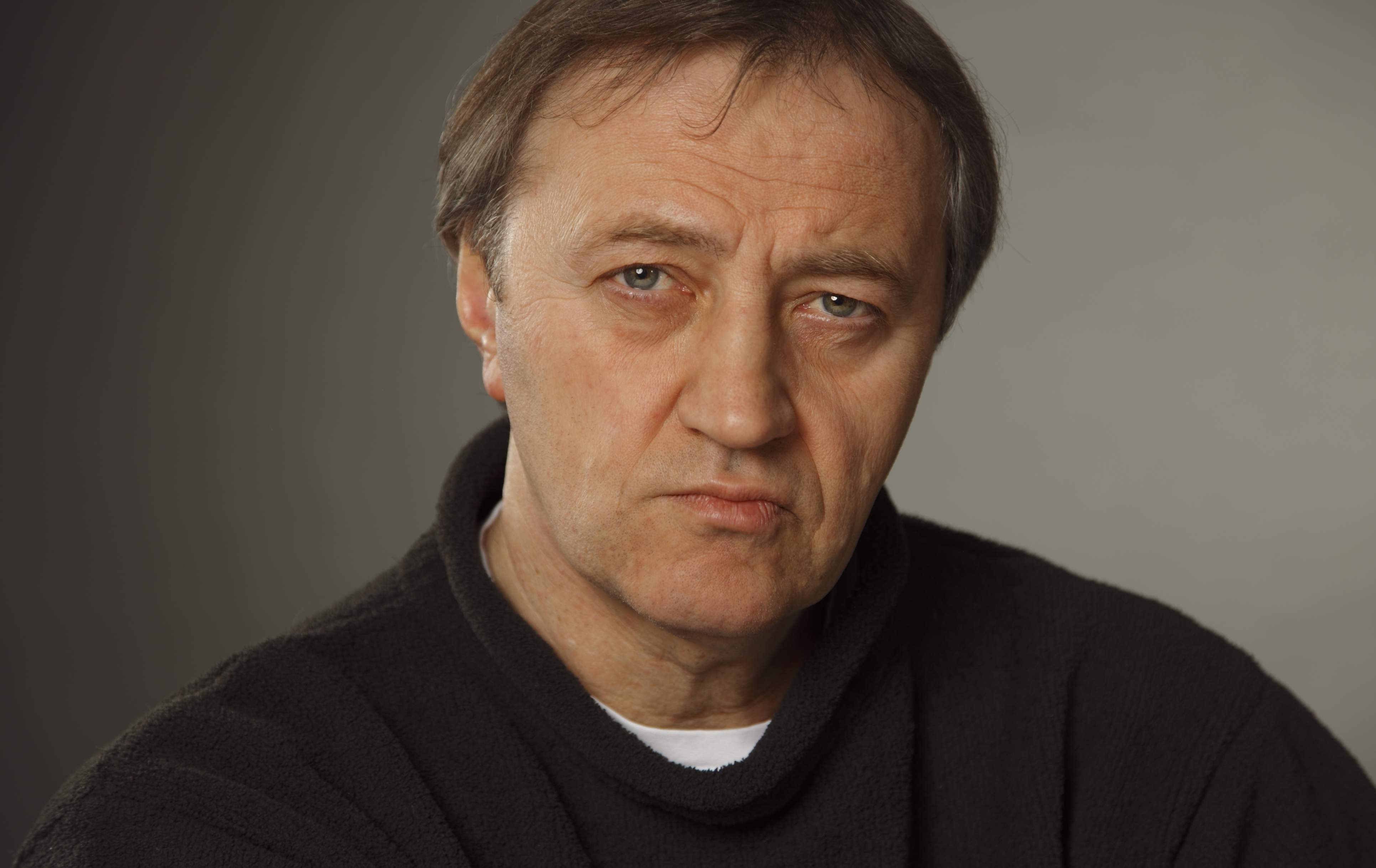
Valentin Z. Markser (2010)

Valentin Zdravko Markser (geboren 1952 in Kunišinci, Kroatien) ist ein Arzt, Sportpsychiater und ehemaliger deutsch-kroatischer Handballspieler. Er arbeitet als Facharzt in Köln in seiner eigenen Praxis für Psychiatrie und Psychotherapie, Psychosomatik und Psychoanalyse. Zudem ist er Sportpsychologischer Experte (asp) und Lehrbeauftragter an der Hochschule für Fernsehen und Film (HFF) in München.
Markser wurde der breiten Öffentlichkeit als Sportpsychiater nach dem Suizid des Fußballnationaltorwarts Robert Enke im Jahr 2009 bekannt. Danach widmete er sich der Aufklärung und Verbreitung der Sportpsychiatrie als medizinischer Disziplin zur Erhaltung der psychischen Gesundheit im Leistungssport und dem Gesundheitssport als Behandlungsmethode bei psychischen Störungen. Seit 2019 ist er Vorsitzender der Deutschen Gesellschaft für Sportpsychiatrie und -psychotherapie DGSPP.

## Sportkarriere
Markser begann seine Karriere als Handballspieler als Torwart bei RK Graficar Osijek (Kroatien), er wechselte zum TSV Bayer 04 Leverkusen, später zum VfL Gummersbach. Weitere Stationen waren der Wermelskirchener TV, die Reinickendorfer Füchse (heute Füchse Berlin).
Beim VfL Gummersbach spielte er zusammen mit Hansi Schmidt, Heiner Brand, Joachim Deckarm und Erhard Wunderlich.
Seine größten Erfolge erzielte er mit dem VfL Gummersbach, dort wurde er 1974 Deutscher Meister, im selben Jahr wurde sein Team Europapokalsieger der Landesmeister. 1978 wurde er mit der Mannschaft Deutscher Pokalsieger. 1978 und 1979 holte die Mannschaft den Europapokal der Pokalsieger. Mit den Reinickendorfer Füchsen wurde er 1982 Deutscher Vizemeister.

## Berufsleben
Markser begann sein Studium der Humanmedizin 1971 an der Universität Köln. 1981 erhielt er dort die Approbation. Zwischen 1978 und 1989 absolvierte er ein Studium der Philosophie, Geschichte und Soziologie, welches er mit der Magisterprüfung in Philosophie beendete. 1987 erlangte er die Promotion an der medizinischen Fakultät der Universität Köln. Zwischen 1981 und 2001 bildete er sich an der Rheinischen Klinik Köln-Merheim und bei der Psychoanalytischen Arbeitsgemeinschaft Köln-Düsseldorf weiter. Dazu kamen Berufstätigkeiten an der Nervenklinik Berlin-Spandau und die Anerkennung als Facharzt für Psychiatrie und Psychotherapie sowie als Facharzt für Psychosomatische Medizin.
Von 1990 bis 1995 war er Lehrbeauftragter für Sozialpsychiatrie an der Fachhochschule Köln im Fachbereich Sozialarbeit. Von 2010 bis 2018 war er Mitglied des Kuratoriums der Robert-Enke-Stiftung.
2010 war er Mitbegründer und stellvertretender Leiter des Referates für Sportpsychiatrie und -psychotherapie der Deutschen Gesellschaft für Psychiatrie und Psychotherapie, Psychosomatik und Nervenheilkunde DGPPN (bis 2018).
Auf seine Initiative wurden das Referat für Sportpsychiatrie und -psychotherapie bei der DGPPN, das Institut für Sportpsychiatrie und die Deutsche Gesellschaft für Sportpsychiatrie und -psychotherapie gegründet. Das DGPPN-Referat leitete er, gemeinsam mit Frank Schneider, bis 2016. Heute praktiziert er in seiner Kölner Praxis.
Er ist Gründungsmitglied der Deutschen Gesellschaft für Sportpsychiatrie und -psychotherapie DGSPP und seit 2019 deren erster Vorsitzender. 

## Wissenschaftliche Schwerpunkte
Sein therapeutischer und wissenschaftlicher Schwerpunkt ist die Sportpsychiatrie. Seit 2019 ist er der erste Vorsitzende der Deutschen Gesellschaft für Sportpsychiatrie und -psychotherapie und seit 2020 ist er Ausbilder im IOC Programs in Mental Health in Elite Sport.
Er ist Mitglied der ISSP (International Society for Sports Psychiatry) und hat in einer Veröffentlichung 2011 Sportpsychiatrie als medizinischen Schwerpunkt in die deutschsprachige wissenschaftliche Literatur eingeführt. 2019 wurden in einem deutschsprachigen Buch erstmals die Grundlagen der Sportpsychiatrie veröffentlicht.

## Publikationen (Auswahl)
- Seelische Belastungen und Erkrankungen im Leistungssport. In: Der Neurologe und Psychiater. Nr. 1, 2011, S. 8–10.
- mit Karl J. Bär: Seelische Gesundheit im Leistungssport. Grundlagen und Praxis der Sportpsychiatrie. Schattauer, 2019, ISBN 978-3-608-43206-0.
- mit Karl J. Bär (Hrsg.): Sport- und Bewegungstherapie bei seelischen Erkrankungen. Forschungsstand und Praxisempfehlungen. Schattauer, 2014, ISBN 978-3-608-42993-0.
- Sport psychiatry and psychotherapy. Mental strains and disorders in professional sports. Challenge and answer to societal changes. In: European archives of psychiatry and clinical neuroscience. Band 261 Suppl 2, November 2011, S. S182–S185, doi:10.1007/s00406-011-0239-x, PMID 21901268 (Review).
- mit Karl-Jürgen Bär: Sport specificity of mental disorders: The issue of sport psychiatry. In: Eu Clin Neurosci Arch Psychiatry. Band 263, Suppl 2, Oktober 2013, S. 205–210.